# Administration des ventes
 (février 2022).
Si vous disposez d'ouvrages ou d'articles de référence ou si vous connaissez des sites web de qualité traitant du thème abordé ici, merci de compléter l'article en donnant les références utiles à sa vérifiabilité et en les liant à la section « Notes et références ».
L'Administration des ventes (abrégé ADV) est un département ou une équipe des entreprises chargée de la coordination avec les clients de l'entreprise.

## Missions de l'Administration des Ventes

### Les principales missions de l'ADV
Les missions exactes de l'ADV varient d'une entreprise à l'autre. Elles recouvrent généralement, :
- La prise de commande ;
- La gestion des réclamations client ;
- La réponse aux questions opérationnelles des clients ;
- La coordination avec les prestataires logistiques.

Il arrive également que l'ADV soit chargée :
- De la facturation et de la relance du client en cas d'impayé (bien que ce soit souvent à la charge d'autres équipes au sein du département finance) ;
- De l'aide à la rédaction des réponses aux appels d'offres[3].

### Différence entre ADV et commerciaux
La force commerciale de l'entreprise intervient généralement plus tôt dans la relation client que l'ADV. Les commerciaux se concentrent généralement sur le démarchage des clients et sur la signature de nouveaux contrats. À la suite de la signature du contrat, l'ADV devient l'interlocuteur principal du client pour tous les sujets opérationnels, tels que la prise de commande ou la planification des livraisons.

## Organisation de l'ADV

### Taille des équipes
La taille des équipes ADV varie fortement selon la nature de l'activité :
- Les entreprises industrielles comptent environ 1 ADV pour 100 employés
- Les grossistes B2B comptent environ 1 ADV pour 15 employés

Le nombre d'ADV rapporté au personnel total de l'entreprise dans les entreprises de services varie fortement selon l'activité exacte de l'entreprise.

### Outils des équipes ADV
Les départements ADV utilisent généralement des outils de productivité standard tels que :
- Un client email pour échanger en externe avec les clients et les prestataires ;
- Une solution de messagerie pour échanger en interne avec d'autres collègues ;
- Une solution de lecture de fichiers PDF, car ce format est très utilisé dans les échanges clients ;
- Le logiciel Microsoft Excel, car les équipes ont souvent besoin de manipuler des tableaux de données ;
- Le téléphone, pour échanger avec le client sur les sujets les plus urgents ;
- Un progiciel de gestion intégré.

Il arrive également, de façon plus rare, que les équipes ADV utilisent également :
- Des outils de GED pour y stocker les documents importants ;
- Des logiciels de workflow pour structurer et automatiser la façon de travailler ;
- Des portails en lignes imposés par les clients de leur entreprise.